# Philippe Pauletto
Philippe Pauletto est un auteur et parolier français. Il a signé notamment des chansons pour Jean Ferrat et Isabelle Aubret.

## Œuvres
C'est pour Jean Ferrat que Philippe Pauletto écrit, en 1969, sa chanson Tout ce que j'aime. Cette chanson est enregistrée en décembre de la même année et aussitôt publiée en disque 33 tours, puis en 45 tours EP en janvier 1970. Cette même chanson sera reprise peu après, en mars 1970, par Isabelle Aubret, également sur un 45 tours, et interprétée plus récemment par Jean Medelgi. Début 2003, Wilfried Busaall, alors chef de chœur à la Maîtrise de la cathédrale Saint-Étienne de Toulouse, a harmonisé cette chanson pour l'adapter à un chœur à quatre voix et piano. Cette adaptation a été interprétée entre autres :
- par la chorale nazairienne Les Amis de la chanson de Saint-Nazaire, le 21 mars 2003[2].
- par la chorale angevine Col Canto[3].
- par l'ensemble vocal Chorus 2000 le 18 mars 2007 lors d'un concert en l'église Sainte-Bernadette de Vandœuvre[4].

L'œuvre a été retenue par Jean Ferrat, avec notamment Camarade et Sacré Félicien, pour être interprétée en public lors de ses représentations de janvier 1970 au Palais des Sports à Paris, et qui ne manque « pas de charme et de poésie »,.
En 1971 Philippe Pauletto signe, toujours pour Jean Ferrat, sa chanson Et pour l'exemple. Elle sort aussitôt en disque 33 tours. Cette chanson fut rééditée dans la plupart des compilations ultérieures de Jean Ferrat dont notamment Les Années Barclay : Best of Jean Ferrat publié. en 1992.
Cette chanson a aussi été diffusée lors de l'émission culte de cette époque, Discorama, animée par Denise Glaser.

## Thématique et écriture
Au sujet de Tout ce que j'aime, le biographe Robert Belleret écrit qu'il :
« [...] est très joliment construit selon une métrique descendante ; à chacun des trois couplets on retrouve deux alexandrins, deux octosyllabes, puis deux vers de quatre pieds et enfin deux de trois. »
Il s'agit d'une composition en trois strophes, dont la deuxième illustre la métrique décrite ci-dessus :
Combats d'hier combats toujours recommencés
Premier cri de la vie graines de l'avenir
Un pas de plus vers la beauté
Rêves réels qui vont fleurir
L'espoir gagné
Savoir s'unir
La bonté
Rebâtir
Dans sa biographie de Jean Ferrat, Daniel Pantchenko juge que, « sur cette thématique éternelle, deux nouveaux auteurs Philippe Pauletto et Pierre Louki s'en sortent sensiblement mieux » que les autres auteurs de l'opus précédent; et d'ajouter que « Tout ce que j'aime dénote une écriture soignée ». Comme bémol cependant, il note que s'agissant de la chanson dans son ensemble, sa mélodie et son arrangement, il « éprouve un sentiment de déjà entendu ».
Tant par son style que par le message et la charge qu'elle contient la composition de Et pour l'exemple est toute différente. D. Pantchenko apporte le commentaire suivant à son égard :
« Sur une thématique [...] plus complexe, plus symbolique, le travail musical et vocal du tandem Ferrat-Goraguer confère une dramatisation intense au morceau qui clôt l'album, Et pour l'exemple, écrit à vers courts et tranchants par Philippe Pauletto, l'auteur de Tout ce que j'aime sur l'opus précédent. »

## Discographie

### Sur disques originaux
Les interprétations des chansons de Philippe Pauletto ont été enregistrées sur les disques suivants (la date indiquée est celle de la sortie du disque) :
- Décembre 1969 : Jean Ferrat, Camarade 33 tours Meys réf. 80.413 ; contient : Tout ce que j'aime.
- Janvier 1970 : Jean Ferrat, 45 tours Barclay réf. 71.406 ; Camarade, Les lilas, Tout ce que j'aime, 17 ans.
- Mars 1970 : Isabelle Aubret, 45 tours Meys réf. 10017 ; Olivier Olivia, Tout ce que j'aime.
- Février 1971 : Jean Ferrat, Aimer à perdre la raison 33 tours Barclay réf. 80.427 ;  contient : Et pour l'exemple.

### Principales compilations
Les enregistrements ci-dessus ont été réédités, entre autres, dans les compilations suivantes :
- 1973 : Isabelle Aubret, Grands succès Vol. 2, 33 tours (réf. 4 528 223 Meys).
- 1992 : Les Années Barclay : Best of Jean Ferrat.
- 2000 : Coffret Ferrat 2000 (11 CD, Temey, avec un livre des textes des chansons).
- 2000 : Coffret long box C'est toujours la première fois (3 CD, Barclay).
- 2001 : Ma France.
- 2003 : Jean Ferrat 1969-1970-1971-1972.
- 2003 : Coffret Jean Ferrat (6 CD, Barclay).
- 2007 : Jean Ferrat 1970-1971, Temey TEM 74.139-2 : contient les deux titres.
- 2008 : Les 50 plus belles chansons - Jean Ferrat (3 CD Barclay).
- 2009 : Les no 1 de Jean Ferrat.
- 2009 : Best of 3 CD, Sony Music.